# Passagem Franca (ort)
Passagem Franca är en ort i Brasilien.   Den ligger i kommunen Passagem Franca och delstaten Maranhão, i den östra delen av landet, 1 200 km norr om huvudstaden Brasília. Passagem Franca ligger 237 meter över havet och antalet invånare är 7 376.
Terrängen runt Passagem Franca är huvudsakligen platt, men åt sydost är den kuperad. Passagem Franca ligger nere i en dal. Runt Passagem Franca är det glesbefolkat, med 10 invånare per kvadratkilometer.. Det finns inga andra samhällen i närheten.
Omgivningarna runt Passagem Franca är huvudsakligen savann.